# Consulado (Francia)

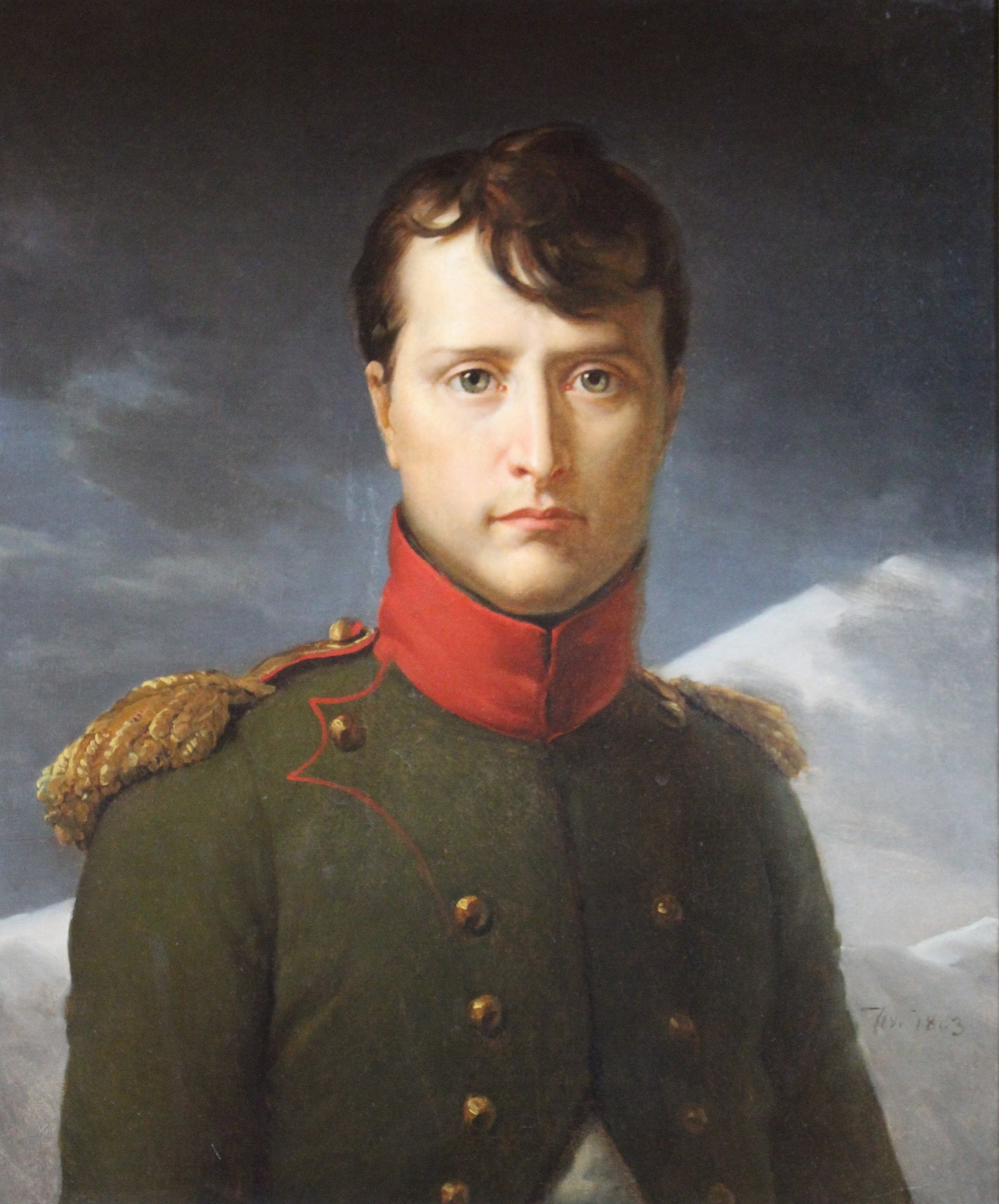
Napoleón Bonaparte, primer cónsul. De François Gérard, 1803.

El Consulado fue el régimen político que existió en Francia entre 1799 y 1804, durante la Primera República, tras el triunfo del golpe de Estado del 18 de brumario (9 de noviembre de 1799) que puso fin al Directorio (último periodo de la Revolución francesa) y proporcionó todo el poder al general Bonaparte. Durante sus dos primeros años se rigió por la Constitución del Año VIII hecha a la medida de Bonaparte, proclamado primer cónsul por diez años —como ha señalado Michel Péronnet, «la constitución del año VIII es el resultado de la voluntad de Bonaparte de asegurarse el poder»—. En 1802 se promulgó la llamada Constitución del Año X que convirtió a Bonaparte en cónsul vitalicio. Finalmente Napoleón Bonaparte se proclamaría en 1804 «emperador de los franceses» poniendo fin a la República y dando nacimiento al Primer Imperio. 

## Golpe de Estado del 18 de Brumario: el «ciudadano Bonaparte», primer cónsul (la Constitución del Año VIII)
Según un informe de la policía «la Revolución del 18 de brumario», como llamaba al golpe de Estado, no había provocado un gran entusiasmo entre la mayoría de la población, aunque tampoco se habían producido muestras de apoyo al régimen del Directorio derribado. Los «brumarianos» desplegaron entonces una gran campaña propagandística culpando al Directorio de todos los problemas que padecía la República y ensalzando la figura de Bonaparte («amigo inmortal de los franceses», «dios de la luz», se decía en un periódico). Se propagó la leyenda de que Bonaparte había sido amenazado de muerte por los diputados del Consejo de los Quinientos armados con puñales. Sin embargo, como ha señalado Jeremy D. Popkin, en aquel momento «ni el propio Bonaparte ni nadie sabía qué tipo de gobierno iba a sustituir al Directorio y qué parte del legado de la Revolución francesa preservaría o desharía». Lo que sí que estaba claro para las clases acomodadas, que mayoritariamente habían apoyado el golpe, era que había que «terminar definitivamente la era revolucionaria», como ha señalado Albert Soboul: Así lo expresó el 24 de brumario (14 de noviembre) Le Moniteur:

Francia quiere algo grande, permanente. La inestabilidad la ha perdido, es la seguridad lo que quiere. No quiere la realeza, está proscrita; quiere la unidad en la acción del poder que ejecutará las leyes. Quiere un cuerpo legislativo independiente y libre... Quiere que sus representantes sean conservadores pacíficos y no innovadores turbulentos. Quiere, por último, recoger el fruto de diez años de sacrificio.

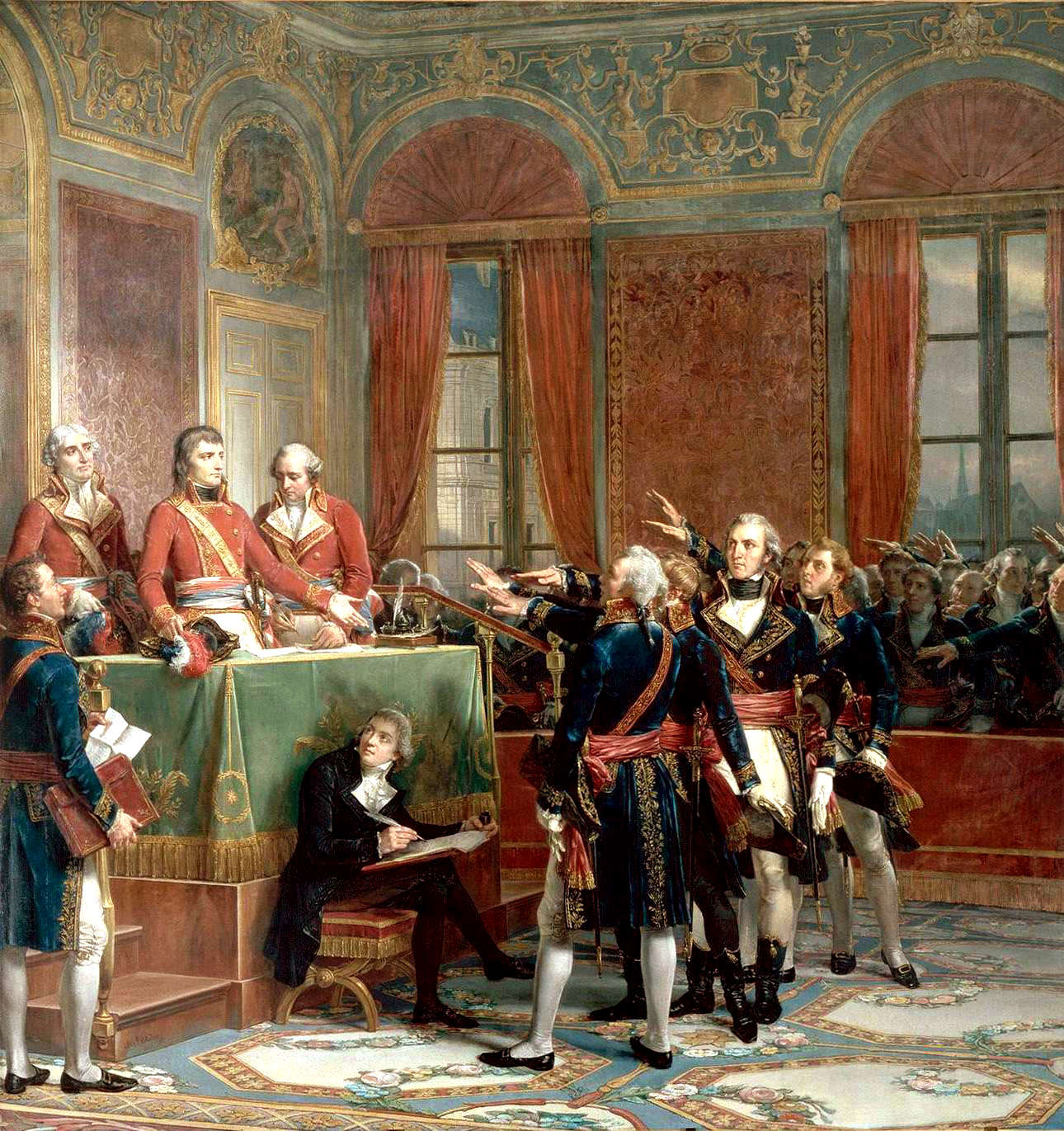
Los tres cónsules fueron: Cambacérès, Bonaparte y Lebrun.

Fue Sieyès —el primero de los tres miembros de la «comisión consular ejecutiva» salida del golpe, junto con Ducos y Bonaparte— quien presentó un boceto de Constitución que fue aceptado por Bonaparte en todo lo relacionado con el poder legislativo —compuesto por dos cámaras, Cuerpo Legislativo y Tribunado, no elegidas por los ciudadanos y sin iniciativa legislativa, más un Senado, cuyos miembros, también designados por el gobierno, eran vitalicios— pero rechazó la propuesta del poder ejecutivo formado por un grand électeur, que designaría a los otros dos cónsules, porque no estaba dispuesto a quedar relegado a un cargo prestigioso pero sin poder real. Tras mantener Sieyès y Bonaparte una reunión muy tensa que a punto estuvo de llevarles a la ruptura total, el primero cedió y aceptó la idea de Pierre-Louis Roederer, estrecho aliado de Bonaparte, de transformar el cargo de grand électeur en el de premier consul (primer cónsul) con poder para dirigir el gobierno y que los otros dos cónsules —nombrados como el primer cónsul por diez años— ostentaran poderes meramente simbólicos —de hecho el sueldo del primer cónsul será el triple que el de los otros dos—.
Bonaparte dejó que fuera Sieyès quien seleccionara a los otros dos cónsules y a la mayoría de los miembros de los nuevos órganos legislativos. Finalmente Sieyès renunció a ser cónsul, también su aliado Roger Ducos, y se nombró a Jean Jacques Régis de Cambacérès y a Charles-François Lebrun. Sieyès, que se quedó con la presidencia del Senado, fue compensado por Bonaparte con la concesión de una valiosa propiedad fuera de París. El nuevo Senado, el Cuerpo Legislativo y el Tribunado estuvieron formados por antiguos diputados del Consejo de los Ancianos y del Consejo de los Quinientos. Otros ocuparían el Consejo de Estado, el órgano encargado de redactar las leyes.
El 24 de frimario del año VIII (15 de diciembre de 1799), apenas un mes después del golpe, se promulgó la Constitución del Año VIII. Además de la nueva concepción de los poderes legislativo y ejecutivo, la Constitución presentaba otras importantes novedades respecto a las dos anteriores (la monárquica de 1791 y la republicana de 1793): no incluía ninguna declaración de derechos; preveía la posibilidad de suspender toda la Consstitución en caso de «problemas que amenazaran la seguridad del Estado»; y el artículo que establecía que «el régimen de las colonias francesas está determinado por leyes especiales», que abría la posibilidad de restablecer la esclavitud, abolida en 1794. La monárquica Gazzette de France valoró así la nueva Constitución: «No hay que hacerse ilusiones en política. Los franceses no tienen ninguna salvaguarda contra la preponderancia del poder ejecutivo, y si es justo y sabio, lo será porque le interesa». Los cónsules anunciaron: «la Revolución está terminada». Bonaparte se instaló en el Palacio de las Tullerías, la residencia en París del rey depuesto y guillotinado Luis XVI. Allí «comenzó a recuperar rituales públicos que recordaba a la corte real», ha señalado Jeremy D. Popkin.
Para legitimar su poder Bonaparte quiso que la nueva Constitución, en contra de la opinión de Sieyès, fuera refrendada por el pueblo mediante un plebiscito (en el que podrían participar todos los varones adultos, sin distinción de su riqueza) y ello a pesar de que las nuevas instituciones ya estaban funcionando con miembros nombrados por los cónsules. Pero la participación fue tan baja que Lucien Bonaparte, uno de los hombres clave del golpe de brumario y recién nombrado por su hermano ministro del Interior, tuvo que manipular las cifras pues solo se había emitido 1,6 millones de votos, por debajo de los 1,8 millones que habían apoyado la Constitución jacobina de 1793. No obstante, como ha comentado Jeremy D. Popkin, «el plebiscito permitió que Bonaparte compareciera como un representante elegido por el pueblo francés, a diferencia de los miembros de los tres órganos legislativos, ninguno de los cuales había sido elegido».

## Primer período (1799-1802): Bonaparte, primer cónsul por diez años

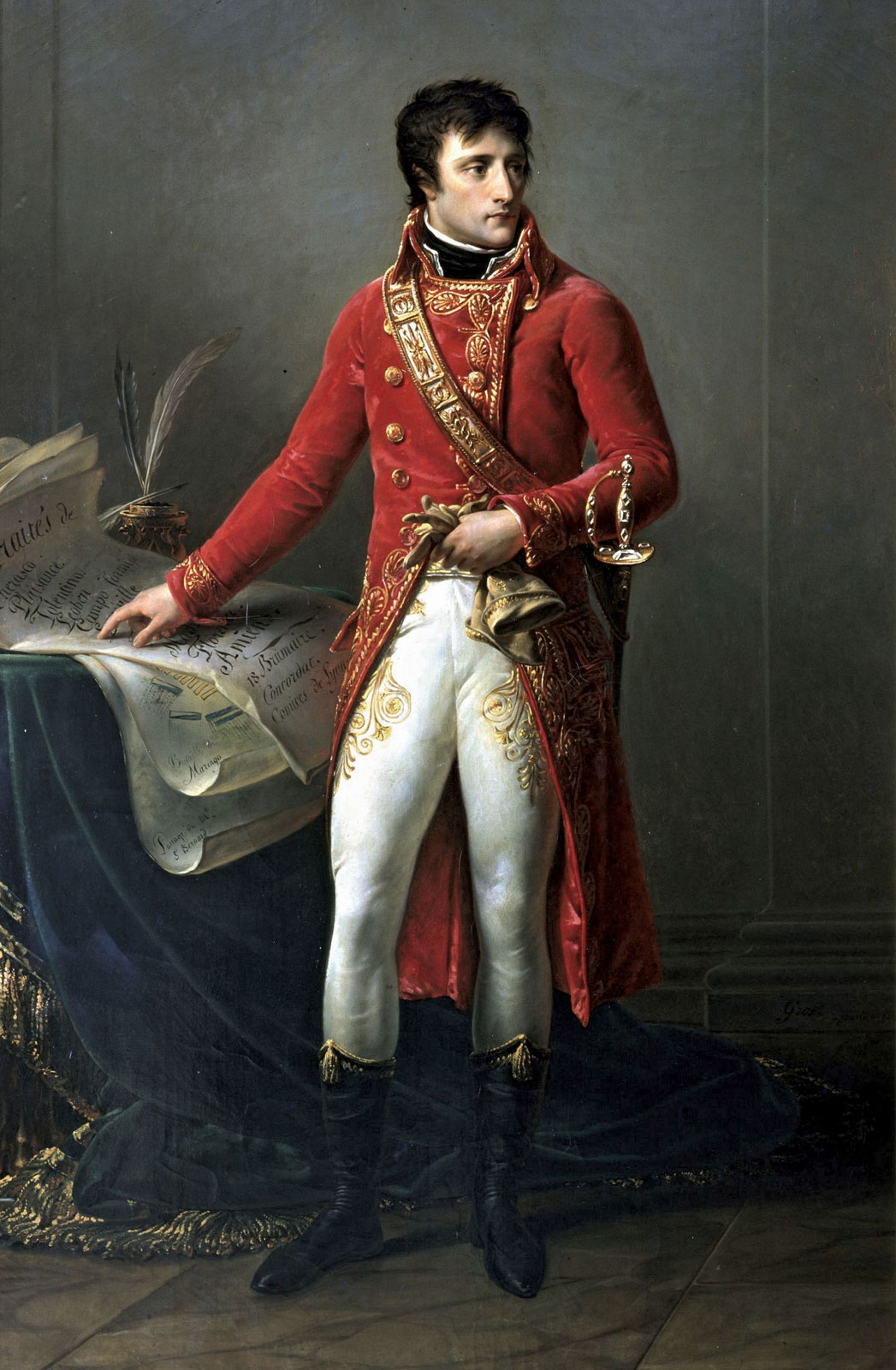
Retrato de Bonaparte como primer cónsul por Antoine-Jean Gros (1802).

Bonaparte se hizo con todo el poder y no toleró ningún tipo de críticas, ni siquiera por parte de aquellos que habían apoyado el golpe —el propio Sieyès estuvo vigilado por la policía que informaba de sus movimientos. En enero de 1800 los cónsules anunciaron que se volvía al antiguo sistema de licencias para las publicaciones periódicas y prohibieron todos los periódicos que circulaban por París, excepto 13 —nada más producirse el golpe ya habían sido clausurados todos los periódicos jacobinos—. Bonaparte sólo toleró un diario abiertamente contrarrevolucionario y antiilustrado, el Journal des Débats, que pronto se convirtió en el más leído en todo el país.
Una pieza clave del «nuevo orden» fue la figura del prefecto, nombrado por el gobierno como la suprema autoridad de cada departamento, en sustitución de los órganos administrativos locales y departamentales electivos que se habían formado durante la Revolución. Contaba con el antecedente de los comisarios del gobierno nombrados por el Directorio y a muchos les recordaba a los intendentes del ancien régime, aunque tenían más poder que estos porque ya no tenían que enfrentarse a todas las instituciones abolidas por la Revolución, como los parlamentos. Un periodista progubernamental explicó que bajo este sistema, «el movimiento del poder será rápido. Encontrará sus órdenes ejecutadas en todas partes, sin oposición, siempre tendrá los instrumentos necesarios y no encontrará ningún obstáculo». «El sistema de prefecturas resultó tan eficaz que todos los gobiernos posteriores franceses lo han mantenido», ha indicado el historiador Jeremy D. Popkin.

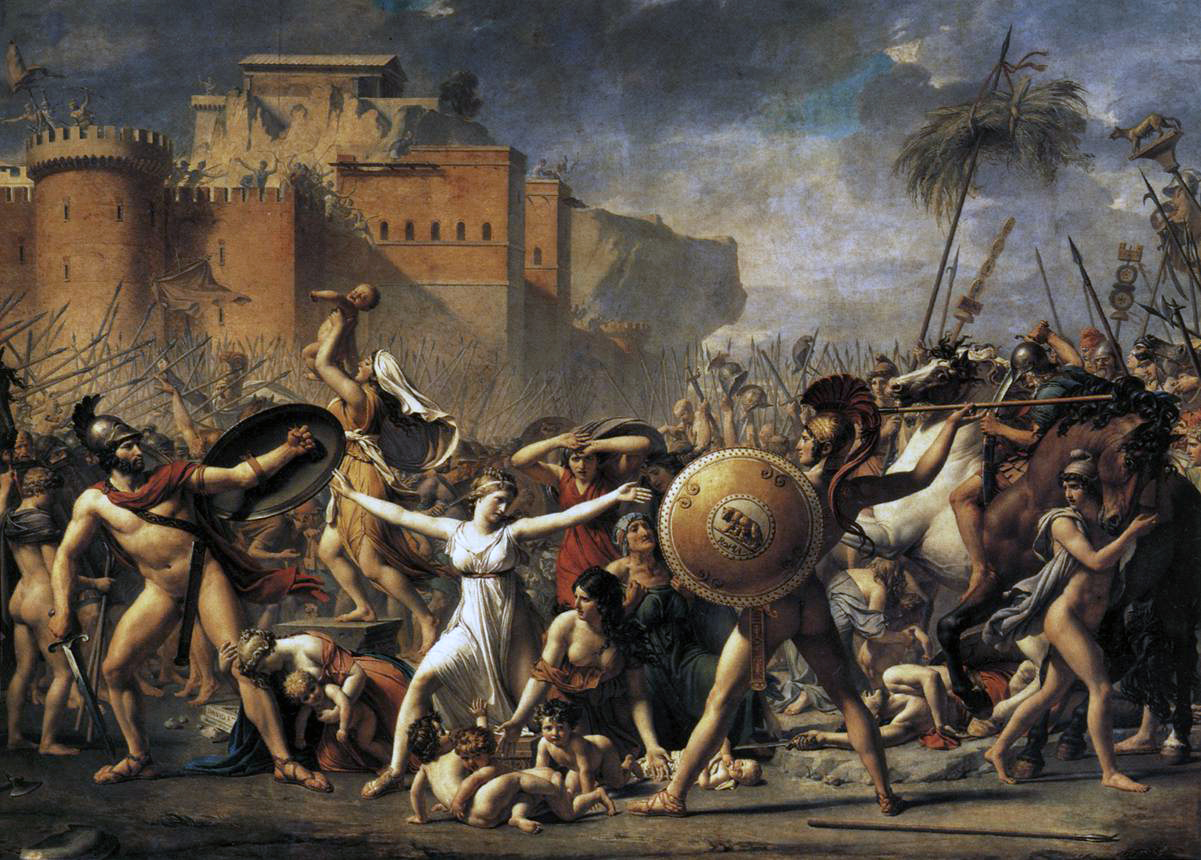
El rapto de las sabinas de Jacques-Louis David. El cuadro fue expuesto a finales de 1799, diez años después del cuadro El juramento de los Horacios. «El pintor pasa de presentar de manera heroica a los guerreros que juran defender su ciudad hasta la muerte, sin tener en cuenta, sus vínculos familiares, a la reconciliación entre los hermanos enemigos por medio de sus mujeres y hermanas, relegadas antaño a una resignación absoluta. Así, David da su visión, ambigua, desde luego, de la salida de la guerra civil... Eso se propone Bonaparte, al menos hasta 1802...».

Bonaparte también se ocupó de las rebeliones realistas que volvieron a reproducirse en las regiones del oeste de Francia. Envió tropas, pero también negoció con sus líderes intentando convencerles de que aceptaran su régimen. Cuando estos no depusieron las armas no dudó en declarar el estado de sitio y en establecer tribunales militares que impusieron penas de muerte a los rebeldes apresados. En este contexto Bonaparte también se ocupó de la cuestión de los emigrés, anunciando que ya no se añadirían más nombres a las listas de los sancionados por haber huido de la Francia revolucionaria. Esta declaración animó a algunos emigrés a volver, a pesar de que las leyes contra ellos seguían vigentes por lo que no podrían recuperar sus propiedades, ni la plenitud de sus derechos. Tampoco olvidaron sus propios resentimientos. El joven noble Chateaubriand, que había abandonado Francia en 1792, escribió que cuando caminaba por París tenía la sensación de «andar sobre sangre» (en relación con «El Terror»). No obstante, Bonaparte solo fue tolerante con los emigrés que estaban dispuestos a aceptar el nuevo régimen y no con los que seguían defendiendo la monarquía —cuando el autoproclamado Luis XVIII le escribió prometiéndole una recompensa si restauraba la monarquía, Bonaparte le contestó: «No debéis esperar volver a Francia; tendrías que marchar sobre cien mil cadáveres. Sacrificad vuestro propio interés por la paz y la felicidad de Francia. La historia os lo agradecerá»—.

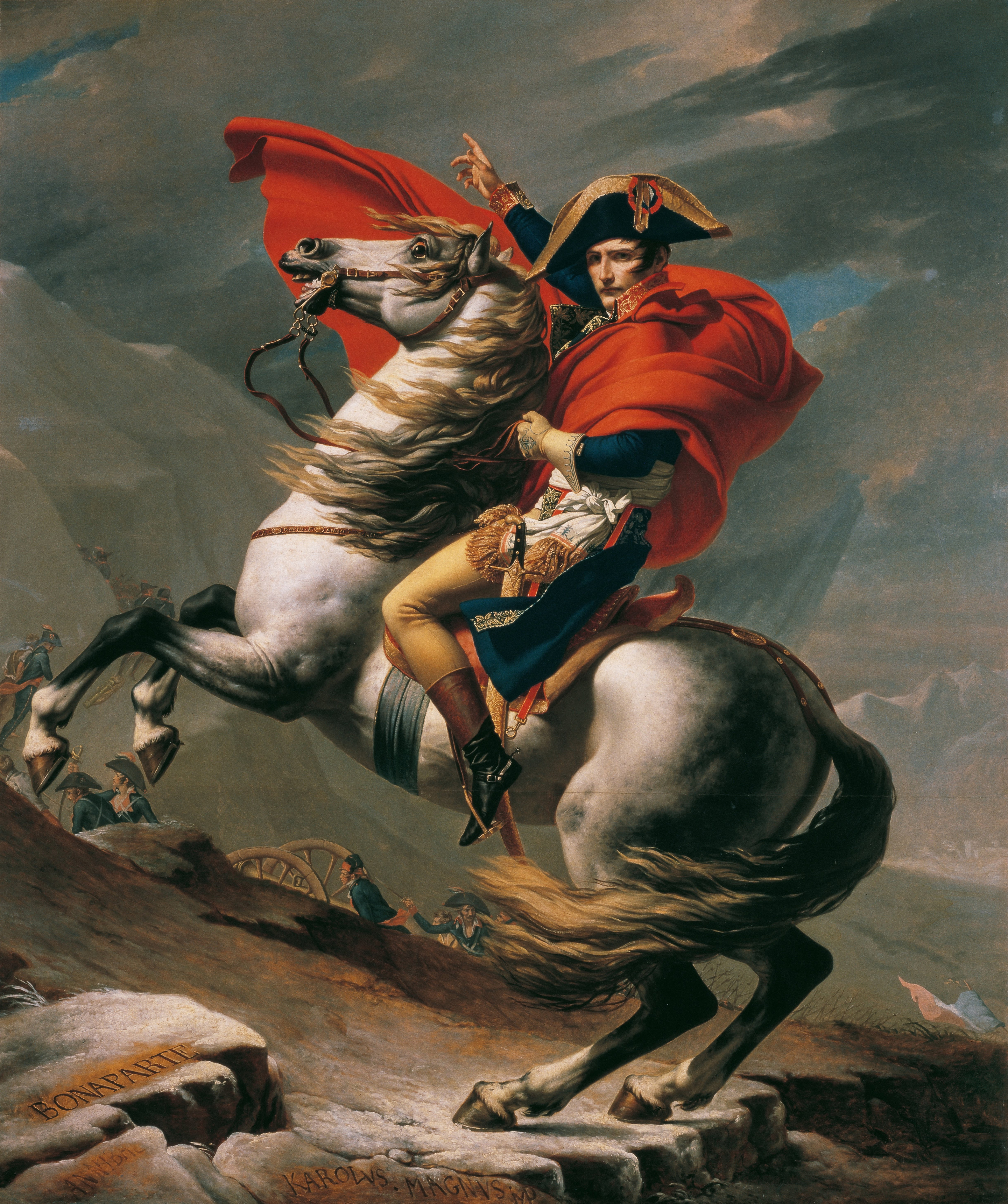
Napoleón cruzando los Alpes por Jacques-Louis David (1802).

Sin embargo, la prioridad para Bonaparte era ganar la guerra que había heredado del Directorio, clave para la continuidad de su poder. Su objetivo principal fue recuperar Italia, que él mismo había conquistado tres años antes. Así reunió un ejército en Dijon y desde allí a mediados de mayo cruzó los Alpes, obligando a replegarse al ejército austríaco que sitiaba Génova, capital de la «república hermana» Ligur, último punto de apoyo francés en Italia. El 14 de junio lo derrotaba, no sin dificultades, en la decisiva batalla de Marengo. Tras volver a ser derrotados en diciembre en la batalla de Hohenlinden, los austríacos pidieron la paz y en febrero de 1801 se firmó el Tratado de Lunéville, por el que Francia recuperaba todo lo adquirido cuatro años antes en el Tratado de Campo Formio, incluidos los territorios situados al oeste del Rin, lo que constituiría el principio del fin del Sacro Imperio Romano Germánico. Entretanto se había producido el 24 de diciembre de 1800 un atentado realista (mediante la explosión de una ««máquina infernal», un carro de caballos cargado de pólvora) contra Bonaparte y su esposa Josefina de Beauharnais en la calle Saint-Nicaise de París del que ambos salieron ilesos pero en el que murieron varios transeúntes. Previamente la policía había desarticulado varios complots, tanto realistas como republicanos.

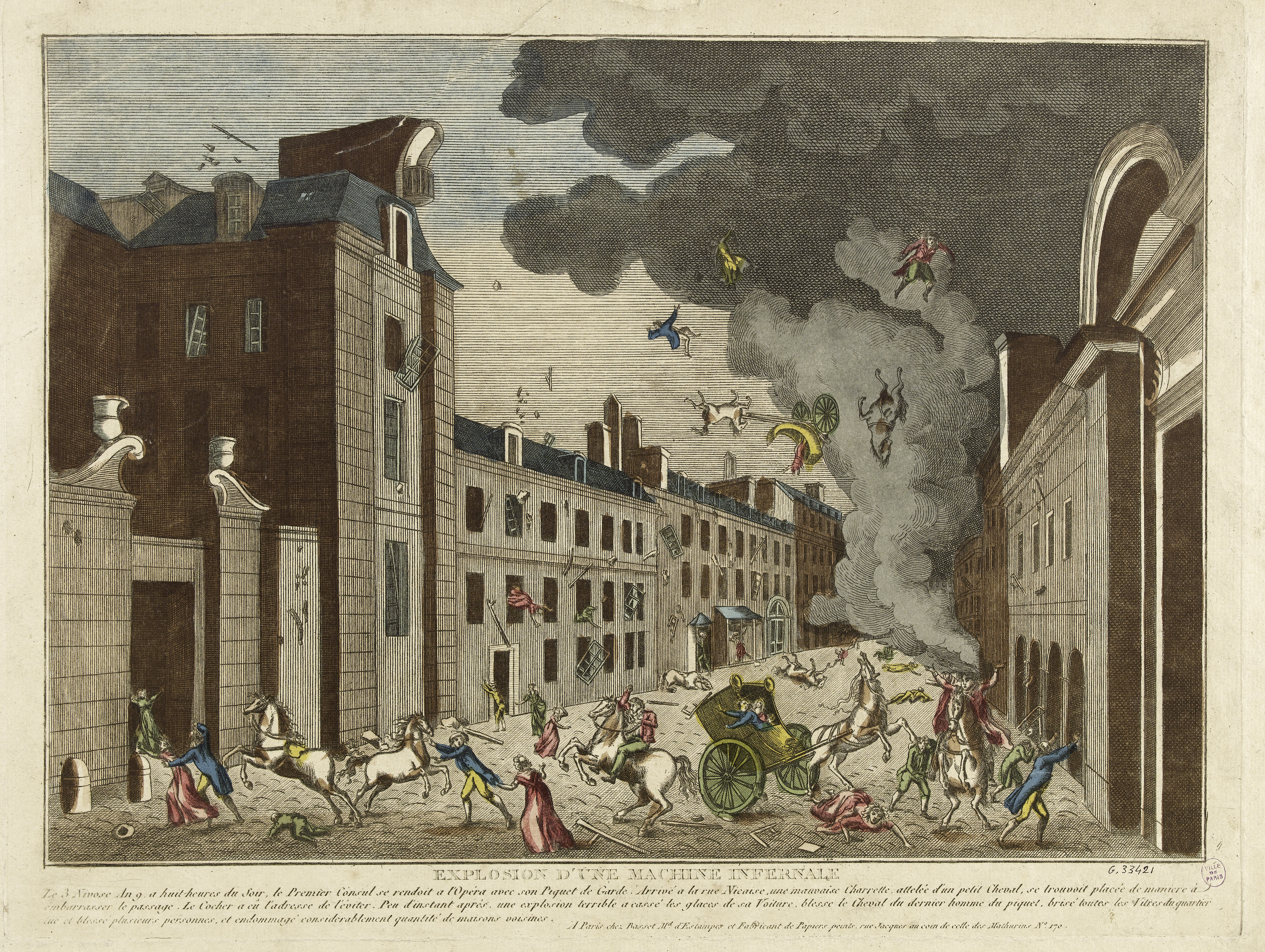
Grabado de la época que representa el momento de la explosión de la «máquina infernal» en el atentado de la calle de Saint-Nicaise de París del que salieron ilesos Bonaparte y su esposa (24 de diciembre de 1800).

El atentado de la calle de Saint-Nicaise acentuó el carácter autoritario y arbitrario del régimen de Bonaparte, quien consiguió que el Senado aprobara la creación de tribunales especiales para juzgar a los acusados de amenazar la seguridad pública —como en principio se pensó que el atentado había sido obra de los jacobinos, y así lo creyó el propio Bonaparte, más de un centenar de ellos fueron enviados a la Guayana donde fallecieron en su mayoría—. Algunas de las pocas voces que se alzaron para denunciar la deriva autoritaria y arbitraria de Bonaparte fue la del diputado del Tribunado Pierre Daunou quien dijo que los argumentos de los partidarios del gobierno podían servir para justificar «la suspensión de los derechos individuales y de todas las garantías sociales; los impuestos militares; las detenciones arbitrarias; las detenciones indefinidas; las inquisiciones arbitrarias». Otros lo hicieron en privado, como Benjamin Constant quien lamentó haber apoyado el golpe de Brumario. «El espíritu militar se desliza en todas las relaciones civiles. Uno imagina que, para la libertad, como para la victoria, nada es más apropiado que la obediencia pasiva», escribió.

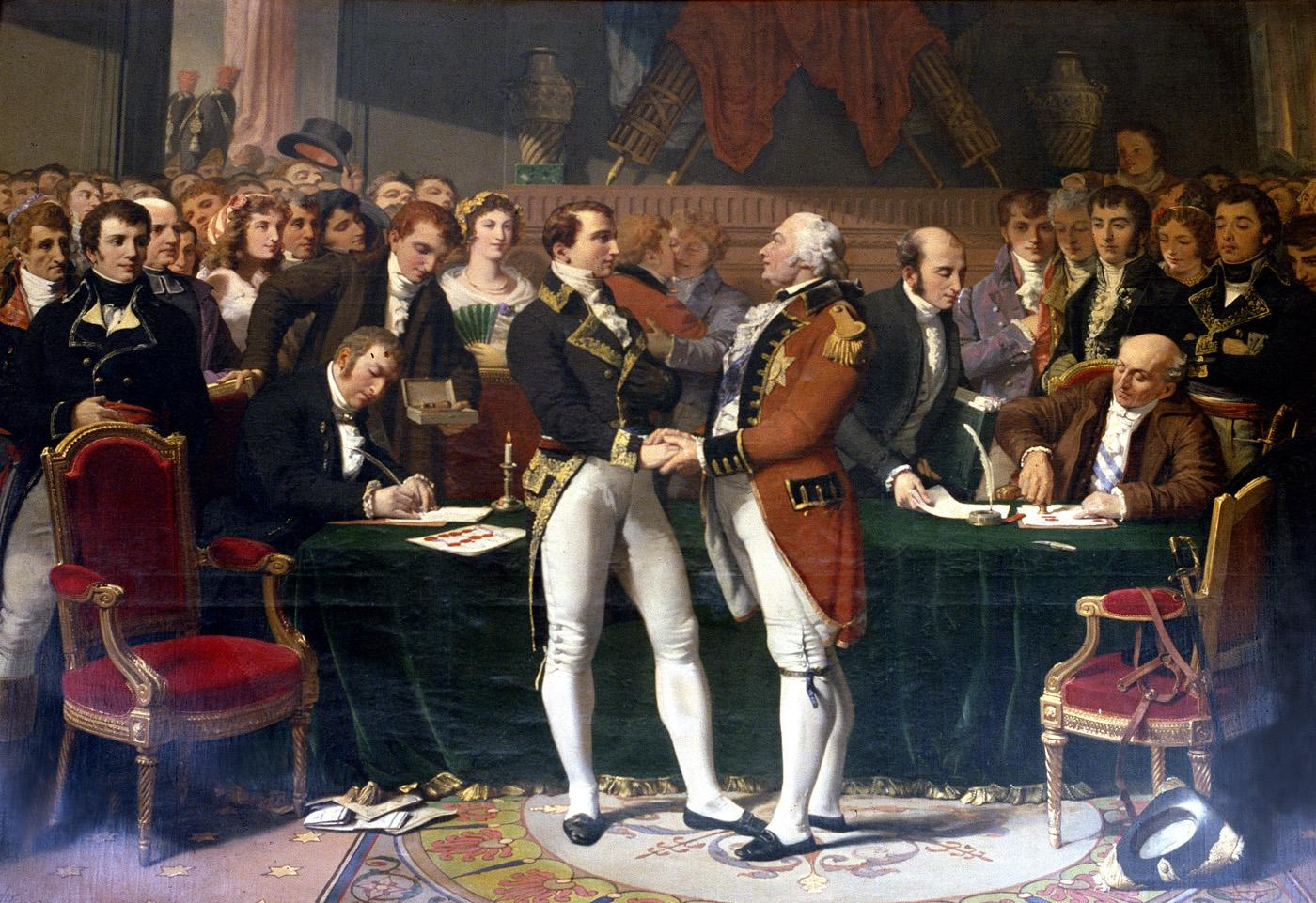
Cuadro conmemorativo del Tratado de Amiens (1802) pintado en 1853 por Jules-Claude Ziegler. En el centro aparecen los firmantes: Bonaparte y el general británico Charles Cornwallis.

Por otro lado, el atentado convenció a Bonaparte de que para acabar definitivamente con la amenaza realista era necesario firmar la paz con el Reino Unido de Gran Bretaña, principal apoyo logístico y financiero de los monárquicos franceses. Así el 1 de octubre de 1801 se llegó a un acuerdo preliminar que dio paso a un tratado definitivo firmado el 25 de marzo de 1802 en Amiens. Por el Tratado de Amiens Gran Bretaña devolvía a Francia y a sus aliados casi todos los territorios de ultramar que les había arrebatado y a cambio Francia se comprometía a abandonar Egipto y la mitad meridional de la península italiana. Como ha destacado Jeremy D. Popkin, «por primera vez desde abril de 1792, Francia ya no estaba en guerra». Talleyrand, ministro de Asuntos Exteriores, escribió en sus memorias: «Se puede decir, sin la menor exageración, que, en la época de la paz de Amiens, Francia gozaba de una potencia, una gloria y una influencia tan grande en el mundo como el espíritu más ambicioso podía desear para su país».

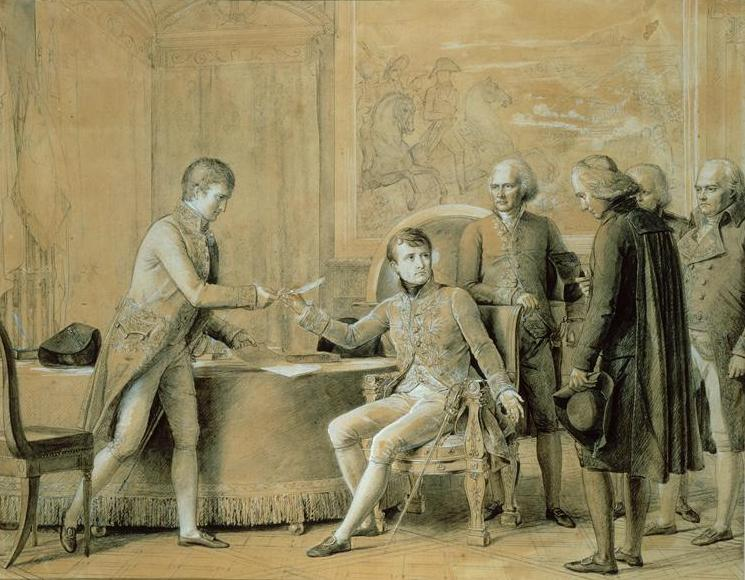
Firma del Concordato de 1801 por el primer cónsul Bonaparte. Cuadro de François Gérard.

Un mes después de la firma de la «Paz de Amiens» entraba en vigor oficialmente el Concordato entre la República francesa y la Santa Sede con una gran ceremonia celebrada el 18 de abril, Domingo de Pascua, en la catedral de Notre Dame de París. Firmado el 15 de julio del año anterior, se ponía fin así al largo contencioso que habían mantenido la Iglesia Católica y la Revolución francesa desde 1790 como consecuencia de la aprobación por la Asamblea Nacional Constituyente de la Constitución civil del clero. La iniciativa la había tomado Bonaparte que en junio de 1800, tras la ocupación de Milán, había hablado de «eliminar todos los obstáculos que pudieran impedir la reconciliación completa entre Francia y la cabeza de la Iglesia». El nuevo papa Pío VII acogió favorablemente la propuesta y se iniciaron las negociaciones que duraron un año. A cambio del reconocimiento del catolicismo como «la religión de la mayoría de los franceses», en lugar de otorgarle un estatus especial como gozaba durante el ancien régime, y de reanudar los pagos al clero, anulados en 1795, el papa aceptaba la pérdida permanente de las propiedades que habían sido expropiadas a la Iglesia desde 1789 y que los obispos franceses fueran nombrados por el gobierno, aunque su consagración religiosa correspondería al Papa (esto último, un regreso a las prácticas del galicanismo prerrevolucionario). También aceptaba la libertad de culto para protestantes y judíos. Según Jeremy D. Popkin, «para evitar que la población católica se alejara completamente de la Iglesia, Pío VII aceptó lo que era, desde su punto de vista, un acuerdo muy desfavorable». La prensa conservadora aplaudió el acuerdo, pero muchos oficiales del Ejército no ocultaron su descontento. Uno de ellos preguntado por Bonaparte tras la celebración de la ceremonia en Notre Dame le dijo: «Es una pena que no esté aquí el millón y pico de hombres que perdieron la vida por destruir lo que usted ha restablecido».

## Segundo período (1802-1804): Bonaparte, primer cónsul vitalicio (la Constitución del Año X)

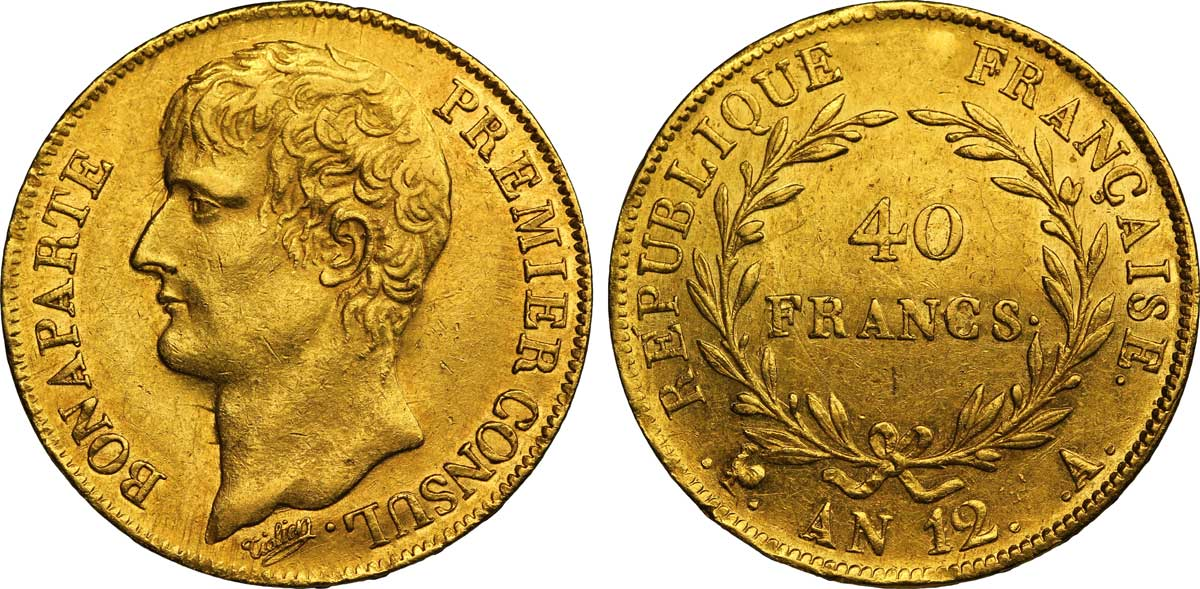
Moneda de 40 francos del año XII (1803-1804) con la efigie de Napoleón Bonaparte, primer cónsul, en el anverso, y con la leyenda "República Francesa" en el reverso.

En 1802, aprovechando la acogida que tuvo en Francia, Napoleón firma el Tratado de Paz de Amiens con Gran Bretaña, modifica la Constitución y se auto-proclama cónsul único, vitalicio, y con poder hereditario.
Durante el Consulado Bonaparte trató de restablecer la estabilidad a través de reformas, las principales fueron:
- Autorización del regreso de los emigrados, decretando la amnistía.
- Reorganización de la educación.
- Recuperación financiera del país, tras la crisis en la época del directorio.
- Reconstrucción de pueblos y carreteras.